# Нижние Изиверки
 Нижние Изиверки  — деревня в Вятскополянском районе Кировской области в составе Слудского сельского поселения.

## География
Расположена на правом берегу Вятки на расстоянии примерно 4 км по прямой на север от железнодорожного моста через Вятку в городе Вятские Поляны.

## История
Известна с 1710 года как деревня Изиварка с 2 дворами, в 1773 году (уже нижние Изиверки) 61 житель, в 1802 22 двора. В 1873 году здесь дворов 19 и жителей 122, в 1905 26 и 150, в 1926 (Нижние Изиверки или Вараки, Ниж. Ильверки, Изверки) 34 и 190, в 1950 64 и 228, в 1989 121 житель. Нынешнее название утвердилось с 1939 года. 

## Население
Постоянное население составляло 154 человека (русские 83%) в 2002 году, 135 в 2010.